# 燃えろ!トップストライカー
『燃えろ!トップストライカー』（もえろトップストライカー）は、1991年10月10日から1992年9月24日までテレビ東京系で放送されたテレビアニメ。全49話。本項では1992年10月に発売されたゲームソフト「トップストライカー」についても併載する。

## 概要
1990年代初頭のイタリアではセリエAと呼ばれるトップディヴィジョンのサッカーリーグにオランダのルート・フリットやマルコ・ファンバステンやフランク・ライカールト、ドイツのローター・マテウスやユルゲン・クリンスマン、ブラジルのカレカといった世界各国のスター選手が集まり、本作品の放送の前年には1990 FIFAワールドカップが開催されるなど活況を呈していた。そのイタリアにサッカー留学した日本人少年が名指導者やライバルとの出会いや交流を通じて成長する姿を描いた作品である。なお主人公のチームメイトは全て外国人であり、全編をヨーロッパを舞台として描かれるなど国際色の豊かな作品となっている。
日本での放送開始前にフランスで放送されることが決まっており、フランスの放送局側からの要望もあって個々の登場人物の容姿をデフォルメせずに、視聴者にリアルな印象を与えるように目や口を小さく描写するように配慮された。
韓国では『蹴球王シュットリ』という題名で1993年にSBSで放送され、『キャプテン翼』をしのぐ人気サッカーアニメとなった。

## ストーリー
父親の計らいでイタリアのジェノバへサッカー留学をした吉川光は名門チームのサンポデスタ・ジュニアでプレーしている。そんなある日、光の両親が航空機事故で急逝したため日本に住む叔母に引き取られそうになるが、町医者のロブソンに才能を見出され、イタリアに留まることになる。ロブソンの下で指導を受けた光は、チームワークを学ぶため弱小チームのコロンブスに加入し、ジェノバ・カップに出場する。
光はジェノバ・カップ決勝で古巣のサンポデスタ・ジュニアに敗れ準優勝という結果に終わったものの、イタリア少年サッカー大会に出場するジェノバ代表に選ばれ、自己主張の強いチームメイトをまとめあげ一目置かれるようになる。やがてロブソンの提案により世界各国から優秀な選手を集めた混成チーム「J・ウィングス」が結成されると、光はかつてのライバルと共にヨーロッパ大会四カ国対抗戦やジュニアチャンピオンズカップに出場するなど活躍の場を広げていく。

## 登場人物

### 主要人物
吉川 光
声 - 伊倉一寿
本作の主人公。ポジションはミッドフィールダー、フォワード。
日本からのサッカー留学生。サンポデスタ・ジュニアの補欠だったが、ロブソンに才能を見出されて弱小チームのコロンブスに加入。やがてジェノバ選抜でイタリア大会優勝を果たし、世界各国から選手を集めたJ・ウィングスのキャプテンを務める。必殺技は「アキーラショット」。
ロブソン
声 - 銀河万丈
イングランドの往年の名ストライカーで、引退後は医者となりジェノバで診療所を開いている。光の師匠として様々な特訓を課し、後にJ・ウィングスの監督を務める。実家は資産家で、弟のチャールズはヨーロッパ大会のスポンサーを務めている。
アンナ
声 - 西原久美子
本作のヒロインのひとりで、ロブソンの診療所で助手をしている。街のサッカークラブ・コロンブスでは男子に混じってプレーし、後に女子サッカーチームにスカウトされる。
ベルティーニ
声 - 吉村よう（第1話 - 第11話）→福田信昭（第12話以降）
ロブソンと知己のある陽気な親父。目ぼしい選手をサッカークラブに斡旋することで収入を得ていたが、光の才能に惚れ込み彼を応援するようになる。
ジュリアン
声 - 松本梨香
フランスからのサッカー留学生。サンポデスタ・ジュニア所属で、マリオと共に将来を有望視されている。ジェノバ・カップ決勝では光に勝利したものの、選手としての差を見せ付けられたことに自信を失い失踪する。その後はジェノバ選抜に選ばれイタリア大会で優勝。ヨーロッパ大会ではフランス代表入りはならず、光の誘いでJ・ウィングスに参加する。必殺技は「ミラージュシュート」。
シーザー
声 - 山崎たくみ
イタリア出身。ポジションはフォワード。光とジュリアンのライバルで、貧しい環境から這い上がろうと年齢を偽ってアルバイトと掛け持ちをしている。元々はグローリアに所属し、イタリア大会直前にジェノバ選抜に招集をされたが、監督と仲違いしたためナポリ選抜に加入する。必殺技は「スーパーマグナムショット」。J・ウィングス参加の予定はなかったが、ヤンの挑発を受けて急遽参加した。
カトリーヌ
声 - 本多知恵子
本作のヒロインのひとりで、ジュリアンの妹。イタリアのバレエ学校に留学し、バレリーナを目指している。光をめぐりアンナと三角関係になる。

### ジェノバ勢
ロベルト
声 - 柏倉つとむ
コロンブス所属で、光の加入前までのキャプテン。後にイタリア大会ではジェノバ選抜、ヨーロッパ大会以降はJ・ウィングスに参加。
アントニオ
声 - ならはしみき
コロンブス所属。
マカロニ
声 - 佐藤智恵
コロンブス所属。後にイタリア大会ではジェノバ選抜、ジュニアチャンピオンズカップではサンポデスタ・ジュニアに参加。
ジョルジオ
声 - 茶風林
コロンブス所属。ポジションはゴールキーパー。
ルカ
声 - 田野恵
コロンブス所属。ポジションはミッドフィールダー、ディフェンダー（リベロ）。
サーカスの一家に育った軽業師。個人技に走り気味で浮いた存在だったが、光に触発されてチームプレイに目覚める。ジェノバ選抜で優勝後は、J・ウィングスに加入。
マリオ
声 - 折笠愛
サンポデスタ・ジュニア所属。ジュリアンのチームメイトで、彼と共に将来を有望視されている。ジェノバ選抜で優勝後は、J・ウィングスには加入せずサンポデスタに残留。ジュニアチャンピオンズカップ決勝ではJ・ウィングスと対戦する。
カローネ
声 - 大滝進矢
サンポデスタ・ジュニアの監督。後にジェノバ選抜の監督となり、シーザーと対立する。
コローニ
声 - 山崎たくみ
サンポデスタ・ジュニア所属。ポジションはゴールキーパー。ジェノバ選抜で優勝後はマリオと共にサンポデスタに残留する。
レナート
声 - 千葉一伸
サンポデスタ・ジュニア所属。ポジションはフォワード。ジュリアンのJ・ウィングス参加後に頭角を現した選手で、ジュニアチャンピオンズカップ決勝ではマリオとのコンビによる「ツインマグナムショット」や「ツインオーバーヘッド」を披露する。
ブルーノ
声 - 飛田展男
マルゲリータ所属。同チームのキャプテンを務め、後にイタリア大会ではジェノバ選抜、ジュニアチャンピオンズカップではサンポデスタ・ジュニアに参加。
カルロ
声 - 菊池正美
マルゲリータ所属。イタリア大会ではジェノバ選抜、ジュニアチャンピオンズカップではサンポデスタ・ジュニアに参加。
アルフレード
声 - 菊池正美
グローリア所属。シーザーの相方。イタリア大会ではジェノバ選抜、ジュニアチャンピオンズカップではサンポデスタ・ジュニアに参加。

### J・ウィングス
ヤン
声 - 壇臣幸
オランダ出身。ポジションはフォワード。パワフルなプレーを得意とするストライカーで「獅子王」の異名で呼ばれる。ラフプレーの常習者でもあり、オランダ代表がヨーロッパ大会出場を辞退する原因となった。
ボーレス
声 - 中島聡彦
ドイツ出身。「マシュマロの壁」と称される巨漢のゴールキーパー。イタリア大会直前にブレーメンからナポリ選抜に加入し、後にJ・ウィングスに参加。
パパン
声 - 東風静
フランス出身。ポジションはミッドフィールダー。天才肌の選手で、自由気ままな性格が災いしてフランス代表を追放されたため、ヨーロッパ大会は汚名返上の機会と捉えている。
アッシュ
声 - 千葉一伸
ブラジル出身。卓越した技術を持つリベロ。チームメイトに大怪我を負わせ再起不能にした一件がトラウマとなり、接触プレーを苦手としている。
マルセル
声 - 石野竜三
フランス出身。ポジションはミッドフィールダー。フランス代表のエースとしてヨーロッパ大会に出場し決勝でJ・ウィングスと対戦、ジュニアチャンピオンズカップではJ・ウィングスに加入。
ダニエル
フランス出身。
ピーター
声 - 菊池正美
イギリス出身。ポジションはディフェンダー（リベロ）。イギリス代表としてヨーロッパ大会に出場し初戦でJ・ウィングスと対戦、ジュニアチャンピオンズカップではJ・ウィングスに加入。
モーリス
イギリス出身。

## スタッフ
- 製作 - 本橋浩一
- 製作管理 - 高桑充、中島順三
- 企画 - 大橋益之助、佐藤昭司
- 監督 - 康村諒
- プロデューサー - 倉林伸介 (テレビ東京)、小竿俊一
- シリーズ構成 - 黒田昌郎
- 撮影監督 - 鳥越一志
- 美術監督 - 川口正明
- 音楽 - 山本純ノ介
- キャラクターデザイン・総作画監督 - 岡迫亘弘
- 音響監督 - 山田悦司
- 製作 - テレビ東京、日本アニメーション

## 主題歌
オープニングテーマ - 「ドリーム・ストライカー」
作詞 - 田口俊 / 作曲 - 杉真理 / 編曲 - 京田誠一 / 歌 - 島崎和歌子
エンディングテーマ - 「ストラニエーロ ～異邦人～」
作詞 - 田口俊 / 作曲 - 杉真理 / 編曲 - 京田誠一 / 歌 - 島崎和歌子
挿入歌 - 「ANNA」
作詞 - 康村諒 / 作曲・編曲 -  中村暢之 /  歌 - 西原久美子
第26話挿入歌。
挿入歌 - 「フィールドの騎士」
作詞 - 康村諒 / 作曲・編曲 -  中村暢之 /  歌 - 松本梨香
第29話挿入歌。
挿入歌 - 「青春の翼」
作詞 - 康村諒 / 作曲・編曲 -  中村暢之 /  歌 - 伊倉一寿 、松本梨香 、山崎たくみ 、折笠愛 、飛田展男
第39話、第49話挿入歌。
挿入歌 - 「夢追い人」
作詞 - 康村諒 / 作曲・編曲 -  中村暢之 /  歌 - 伊倉一寿
第40話挿入歌。
挿入歌 - 「サンセット・メモリー」
作詞 - 康村諒 / 作曲・編曲 -  中村暢之 /  歌 - 伊倉一寿、 本多知恵子
第41話挿入歌。

## 放映リスト
| 話数 | サブタイトル                        | 脚本     | 絵コンテ     | 演出              | 作画監督   | 放映日          |
| ---- | ----------------------------------- | -------- | ------------ | ----------------- | ---------- | --------------- |
| 1    | 世界へむけてキックオフ!             | 菅良幸   | 康村諒       | 石堂宏之          | 岡迫亘弘   | 1991年 10月10日 |
| 2    | 世界のエースをめざせ!               | 菅良幸   | 鈴木孝義     | 清水明            | 石之博和   | 10月17日        |
| 3    | 負けるなズッこけチーム              | 菅良幸   | 腰繁男       | 石堂宏之          | 岡迫亘弘   | 10月24日        |
| 4    | 逆転のアクロバットフェイント        | 菅良幸   | 白土武       | 山崎茂            | 嶋津郁雄   | 10月31日        |
| 5    | 光!ウィニングショットを持て         | 菅良幸   | 古川順康     | 錦織博            | 石之博和   | 11月7日         |
| 6    | 勝利への誓い                        | 菅良幸   | 古川順康     | 石堂宏之          | 岡迫亘弘   | 11月14日        |
| 7    | ジュニアナンバーワンチームを決めろ  | 菅良幸   | 清水明       | 清水明            | 市川修     | 11月21日        |
| 8    | ツインタワー攻撃を破れ!             | 菅良幸   | 黒田昌郎     | 石堂宏之          | 岡迫亘弘   | 11月28日        |
| 9    | 闘将シーザー 恐怖のマグナムショット | 高橋義昌 | 北原健雄     | 北原健雄          | 北原健雄   | 12月5日         |
| 10   | 逆襲コロンブス甦えれシーザー        | 高橋義昌 | 鈴木輪流郎   | 北川正人          | 鈴木輪流郎 | 12月12日        |
| 11   | 奇跡のウィニングショット!           | 菅良幸   | 山崎茂       | 山崎茂            | 市川修     | 12月19日        |
| 12   | 渚の誓い・明日は決勝戦              | 菅良幸   | 康村諒       | 錦織博            | 岡迫亘弘   | 12月30日        |
| 13   | ジェノバカップ決勝戦開始!           | 高橋義昌 | 白土武       | 清水明            | 嶋津郁雄   | 1992年 1月9日   |
| 14   | エースの対決!最強のシュート         | 高橋義昌 | 津野次郎     | 北原健雄          | 嶋津郁雄   | 1月16日         |
| 15   | 豪快!若き騎士の必殺シュート         | 菅良幸   | 花井信也     | 北川正人          | 鈴木輪流郎 | 1月23日         |
| 16   | 白熱決勝戦!奇跡を呼ぶ三人攻撃       | 高橋義昌 | 黒田昌郎     | 山崎茂            | 祝浩司     | 1月30日         |
| 17   | 死闘!勝利は誰の手に                 | 菅良幸   | 康村諒       | 石堂宏之          | 岡迫亘弘   | 2月6日          |
| 18   | 若き騎士ジュリアン初めての敗北      | 菅良幸   | 古川順康     | 清水明            | 市川修     | 2月13日         |
| 19   | 負け犬になるなジェノバのエース      | 高橋義昌 | 北原健雄     | 北原健雄          | 嶋津郁雄   | 2月20日         |
| 20   | キャプテンはお前だ!                 | 菅良幸   | 鈴木輪流郎   | 北川正人          | 鈴木輪流郎 | 2月27日         |
| 21   | 激突!ジェノバ対強豪ローマ           | 高橋義昌 | 山崎茂       | 山崎茂            | 石之博和   | 3月5日          |
| 22   | 終了寸前!逆転の中央突破             | 菅良幸   | 清水明       | 清水明            | 市川修     | 3月12日         |
| 23   | 逆襲!スーパーマグナム               | 菅良幸   | 古川順康     | 石堂宏之 錦織博   | 岡迫亘弘   | 3月19日         |
| 24   | 天才エース!ライン際の魔術師         | 高橋義昌 | 上村修       | 北原健雄          | 徳田夢之介 | 4月2日          |
| 25   | 敵の全員攻撃を突破せよ!             | 高橋義昌 | 越智浩仁     | 北川正人          | 今泉賢一   | 4月16日         |
| 26   | 力の限りをつくせ! 雨の中の再会      | 菅良幸   | 白土武       | 山崎茂            | 嶋津郁雄   | 4月23日         |
| 27   | 愛する者のために闘え!               | 菅良幸   | 葛谷直行     | 清水明            | 市川修     | 4月30日         |
| 28   | 激突!イタリア大会決勝戦             | 高橋義昌 | 康村諒       | 石堂宏之 錦織博   | 岡迫亘弘   | 5月7日          |
| 29   | 鉄壁のゴールを打ち破れ!             | 菅良幸   | 片渕須直     | 金子豊久          | 徳田夢之介 | 5月14日         |
| 30   | 爆発! 同点からの逆転シュート        | 高橋義昌 | 北原健雄     | 北原健雄          | 石之博和   | 5月21日         |
| 31   | 放て! 奇跡のウィニングショット      | 菅良幸   | 鈴木輪流郎   | 北川正人          | 青井清年   | 5月28日         |
| 32   | 世界はひとつ、新たなる挑戦          | 菅良幸   | 古川順康     | 山崎茂            | 嶋津郁雄   | 6月4日          |
| 33   | 夢のチームにむけてシュート          | 高橋義昌 | 康村諒       | 清水明            | 市川修     | 6月11日         |
| 34   | 集え!世界のエースたち               | 菅良幸   | 佐々木将里   | 佐々木将里        | 渡辺英樹   | 6月18日         |
| 35   | 大激戦!ヨーロッパ大会               | 菅良幸   | 片渕須直     | 錦織博            | 岡迫亘弘   | 6月25日         |
| 36   | 強攻突破! それぞれのライバル        | 高橋義昌 | 黒川文男     | 山崎茂            | 徳田夢之介 | 7月2日          |
| 37   | 勝利への執念! フランスの反撃        | 菅良幸   | ひろたたけし | 金子豊久          | 石之博和   | 7月9日          |
| 38   | 逃げるな友よ! 最後まで闘え!         | 高橋義昌 | 北原健雄     | 平川達也 石堂宏之 | 施紅       | 7月23日         |
| 39   | 舞い上がれ! 最強トリオ夢のゴール    | 菅良幸   | 鈴木輪流郎   | 北川正人          | 今泉賢一   | 7月23日         |
| 40   | 華麗なる闘い・ めざせ世界の舞台     | 菅良幸   | 康村諒       | 清水明            | 嶋津郁雄   | 7月30日         |
| 41   | 勝ちとれ! 世界No.1の栄光            | 菅良幸   | 栗山美秀     | 栗山美秀          | 市川修     | 8月6日          |
| 42   | ブラジルサッカーを破れ              | 高橋義昌 | 斎藤次郎     | 錦織博            | 岡迫亘弘   | 8月13日         |
| 43   | 快進撃! サムライイレブン            | 高橋義昌 | 北原健雄     | 山崎茂            | 徳田夢之介 | 8月20日         |
| 44   | 強烈! カラテショットを止めろ        | 菅良幸   | 日下部光雄   | 金子豊久          | 石之博和   | 8月27日         |
| 45   | めざせ!世界の頂点                   | 菅良幸   | 栗山美秀     | 栗山美秀          | 及川博史   | 9月3日          |
| 46   | 大波乱! 奪われた必殺シュート        | 菅良幸   | 鈴木輪流郎   | 北川正人          | 今泉賢一   | 9月10日         |
| 47   | 行けシーザー! 集中攻撃をかわせ      | 高橋義昌 | 栗山美秀     | 清水明            | 嶋津郁雄   | 9月17日         |
| 48   | 白熱決勝戦・勝利への攻防            | 菅良幸   | 鈴木輪流郎   | 石堂宏之          | 岡迫亘弘   | 9月24日         |
| 49   | 僕たちの夢よ! 栄光のゴールへ        | 菅良幸   | 康村諒       | 山崎茂            | 市川修     | 9月24日         |

## 放送局
※放送日時は1992年5月中旬 - 6月上旬時点、放送系列は放送当時のものとする。
| 放送地域       | 放送局         | 放送日時                                                         | 放送系列                      | 備考                                                           |
| -------------- | -------------- | ---------------------------------------------------------------- | ----------------------------- | -------------------------------------------------------------- |
| 関東広域圏     | テレビ東京     | 木曜 19:30 - 20:00（1 - 23話） → 木曜 19:00 - 19:30（24 - 49話） | テレビ東京系列                | 制作局                                                         |
| 北海道         | テレビ北海道   | 木曜 19:30 - 20:00（1 - 23話） → 木曜 19:00 - 19:30（24 - 49話） | テレビ東京系列                |                                                                |
| 愛知県         | テレビ愛知     | 木曜 19:30 - 20:00（1 - 23話） → 木曜 19:00 - 19:30（24 - 49話） | テレビ東京系列                |                                                                |
| 大阪府         | テレビ大阪     | 木曜 19:30 - 20:00（1 - 23話） → 木曜 19:00 - 19:30（24 - 49話） | テレビ東京系列                |                                                                |
| 奈良県         | 奈良テレビ     | 木曜 19:30 - 20:00（1 - 23話） → 木曜 19:00 - 19:30（24 - 49話） | 独立局                        |                                                                |
| 岡山県・香川県 | テレビせとうち | 木曜 19:30 - 20:00（1 - 23話） → 木曜 19:00 - 19:30（24 - 49話） | テレビ東京系列                |                                                                |
| 福岡県         | TXN九州        | 木曜 19:30 - 20:00（1 - 23話） → 木曜 19:00 - 19:30（24 - 49話） | テレビ東京系列                | 現：TVQ九州放送。                                              |
| 岩手県         | テレビ岩手     | 日曜 6:15 - 6:45 →日曜 5:30 - 6:00                               | 日本テレビ系列                | 1991年12月29日放送開始 1992年3月までは日曜 6:15 - 6:45に放映。 |
| 長野県         | テレビ信州     | 日曜 7:30 - 8:00                                                 | 日本テレビ系列                |                                                                |
| 滋賀県         | びわ湖放送     | 水曜 18:30 - 19:00                                               | 独立局                        |                                                                |
| 奈良県         | 奈良テレビ     | 木曜 19:30 - 20:00                                               | 独立局                        | 1992年5月時点では放送なし。                                    |
| 和歌山県       | テレビ和歌山   | 水曜 18:30 - 19:00                                               | 独立局                        |                                                                |
| 鹿児島県       | 鹿児島テレビ   | 月曜 16:00 - 16:30                                               | フジテレビ系列 日本テレビ系列 |                                                                |
| 沖縄県         | 琉球放送       | 水曜 16:00 - 16:30                                               | TBS系列                       | 1992年3月までは金曜 17:30 - 18:00に放映。                      |

## ゲーム
ファミリーコンピュータ版のテレビゲームソフトは、1992年10月22日にナムコ（後のバンダイナムコエンターテインメント）から発売された。
著作権表示に日本アニメーションの名がクレジットされ、ゲーム上のキャラクターやパッケージイラストは「燃えろ!トップストライカー」のものが描かれているが、タイトルは『トップストライカー』と題している。